# Perasphondylia reticulata
Perasphondylia reticulata är en tvåvingeart som beskrevs av Edwin Möhn 1960. Perasphondylia reticulata ingår i släktet Perasphondylia och familjen gallmyggor.
Artens utbredningsområde är El Salvador. Inga underarter finns listade i Catalogue of Life.